# Ottawa (rijeka)
Ottawa (franc.: Rivière des Outaouais; Algonquin: Kichisìpi) je rijeka u Kanadi, pritoka Saint Lawrence. 
Rijeka Ottawa duga je 1.271 km, istječe iz jezera Capimitchigama u planinama Laurentian u središnjem dijelu Quebeca, protječe kroz jezero Timiskaming, te se kod grada Montreala ulijeva deltom u Jezero dvije planine i dalje u rijeku Saint Lawrence. 